# Río Verde, Oaxaca
Río Verde är en ort i Mexiko.   Den ligger i kommunen San Juan Mixtepec -Dto. 08 - och delstaten Oaxaca, i den sydöstra delen av landet, 270 km sydost om huvudstaden Mexico City. Río Verde ligger 2 122 meter över havet och antalet invånare är 141.
Terrängen runt Río Verde är lite bergig. Runt Río Verde är det ganska glesbefolkat, med 48 invånare per kvadratkilometer. Närmaste större samhälle är Santiago Juxtlahuaca, 14,1 km väster om Río Verde. I omgivningarna runt Río Verde växer huvudsakligen savannskog.